# Saules BE
Saules je obec v okrese Bernský Jura v kantonu Bern ve Švýcarsku. Žije zde 151 obyvatel.

## Geografie
Saules leží v nadmořské výšce 743 m, vzdušnou čarou 13 km západojihozápadně od města Moutier a 12 km severně od Bielu. Zemědělská obec se nachází v údolí potoka Trame, levého přítoku řeky Birs, v západní části údolí Vallée de Tavannes.
Území obce o rozloze 4,3 km² pokrývá malou část údolí Vallée de Tavannes, které je široké až 4 km. Saules však zahrnuje pouze dno údolí dolního toku řeky Trame a na jihu sousední pohoří Champ du Sautou (807 m n. m.), které odděluje toky řek Trame a Birs. Na severu se území obce rozkládá na strmém svahu Bois au Prince až po široký hřeben antiklinály Moron. Nejvyšší bod Saules se nachází na hřebeni Moron ve výšce 1250 m n. m.. Zde se nacházejí rozsáhlé jurské vysokohorské pastviny s typickými mohutnými smrky, které zde stojí buď jednotlivě, nebo ve skupinách. V roce 1997 tvořila 3 % rozlohy obce zastavěná plocha, 53 % lesy a lesní porosty a 44 % zemědělství.
K obci Saules patří osady La Citadelle (768 m n. m.) v malém bočním údolí řeky Trame na úpatí pohoří Moron a Montagne de Saules (1054 m n. m.) na hřebeni pohoří Moron a několik jednotlivých farem. Sousedními obcemi Saules jsou Reconvilier, Saicourt, Petit-Val a Loveresse.

## Historie

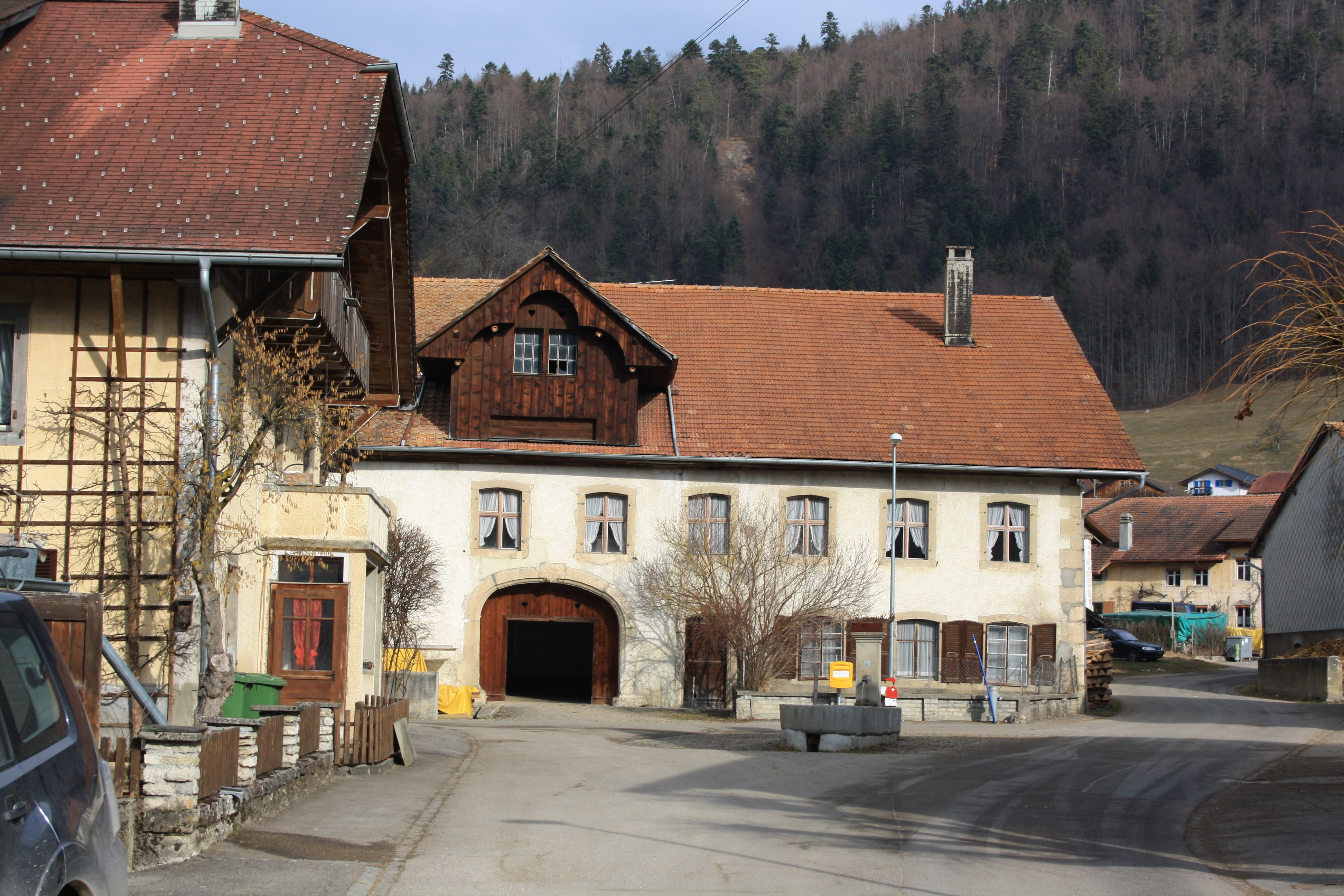
Tradiční architektura v obci

První písemná zmínka o Saules pochází z roku 1148, kdy papež Evžen III. potvrdil klášteru Moutier-Grandval vlastnictví pozemků v Sales. Právo vybírat desátky v Saules mělo také opatství Bellelay a basilejské knížecí biskupství. V letech 1797–1815 patřilo Saules k Francii a zpočátku bylo součástí départementu Mont-Terrible, který byl v roce 1800 sloučen s départementem Haut-Rhin. Na základě rozhodnutí Vídeňského kongresu se obec v roce 1815 stala součástí okresu Moutier v kantonu Bern.

## Obyvatelstvo
| Vývoj počtu obyvatel | Vývoj počtu obyvatel | Vývoj počtu obyvatel | Vývoj počtu obyvatel | Vývoj počtu obyvatel | Vývoj počtu obyvatel | Vývoj počtu obyvatel | Vývoj počtu obyvatel | Vývoj počtu obyvatel | Vývoj počtu obyvatel | Vývoj počtu obyvatel | Vývoj počtu obyvatel |
| -------------------- | -------------------- | -------------------- | -------------------- | -------------------- | -------------------- | -------------------- | -------------------- | -------------------- | -------------------- | -------------------- | -------------------- |
| Rok                  | 1850                 | 1900                 | 1910                 | 1930                 | 1950                 | 1960                 | 1970                 | 1980                 | 1990                 | 2000                 |                      |
| Počet obyvatel       | 143                  | 212                  | 190                  | 215                  | 196                  | 202                  | 191                  | 147                  | 133                  | 164                  |                      |

91,5 % obyvatel hovoří francouzsky, 7,9 % německy a 0,6 % albánsky (stav v roce 2000). V roce 1850 žilo v Saules 143 obyvatel a v roce 1900 212 obyvatel. Zejména po roce 1960 byl zaznamenán výrazný pokles, který se však v posledních letech zastavil.

## Hospodářství
Saules je stále převážně zemědělskou obcí, kde se produkuje mléko, chovají se zde hospodářská zvířata a v blízkosti obce se pěstuje ovoce. V posledních desetiletích se obec vyvinula také v rezidenční obec. Mimo primární sektor nejsou v Saules téměř žádná pracovní místa. Mnoho zaměstnanců proto dojíždí za prací do průmyslových obcí v údolí Vallée de Tavannes.

## Doprava
Obec je dostupná po silnici. Nachází se na silnici spojující Reconvilier s Le Fuet. Saules je napojeno na síť veřejné dopravy autobusovou linkou, která jezdí z Tavannes přes Lajoux do Les Genevez.